# Aryqbalyq Aūdany
Aryqbalyq Aūdany är ett distrikt i Kazakstan.   Det ligger i oblystet Nordkazakstan, i den centrala delen av landet, 280 km nordväst om huvudstaden Astana.